# Dussac

Dussac este o comună în departamentul Dordogne din sud-vestul Franței. În 2009 avea o populație de 383 de locuitori.

## Evoluția populației
| An        | 1975 | 1982 | 1990 | 1999 | 2006 | 2009 |
| --------- | ---- | ---- | ---- | ---- | ---- | ---- |
| Populație | 512  | 460  | 431  | 419  | 380  | 383  |